# The Star-Ledger
The Star-Ledger er den største omdelte avis i New Jersey og har base i Newark. Den er en søsteravis til The Jersey Journal med base i Jersey City, The Times i Trenton og Staten Island Advance, som alle er ejet af Advance Publications.
The Star-Ledgers daglige oplag er større end de to største New Jersey-aviser til sammen og dens søndagsoplag er større end de næste tre aviser til sammen.